# Tombes de personnalités liées à l'histoire de Novi Sad, Petrovaradin, Sremski Karlovci et Sremska Kamenica
Les tombes de personnalités liées à l'histoire de Novi Sad, Petrovaradin, Sremski Karlovci et Sremska Kamenica (en serbe cyrillique : Гробна места са надгробним споменицима значајних личности из историје Новог Сада, Петроварадина, Сремских Карловаца, Сремске Каменице ; en serbe latin : Grobna mesta sa nadgrobnim spomenicima značajnih ličnosti iz istorije Novog Sada, Petrovaradina, Sremskih Karlovaca, Sremske Kamenice) sont situées sur le territoire de la ville de Novi Sad et dans la municipalité de Sremski Karlovci, dans la province autonome de Voïvodine, en Serbie. En raison de leur valeur patrimoniale, elles sont inscrites sur la liste des monuments culturels protégés de la république de Serbie (identifiant n° SK 1592).

## Cimetière d'Almaš à Novi Sad
Le cimetière d'Almaš, à Novi Sad, abrite 14 tombes faisant partie de cet ensemble culturel.
1. Sava Ilić (1894-1950), peintre ;
2. famille Lemajić et Žarko Ognjanović (1889-1957), humoriste et responsable sportif ;
3. Gligorije Barusković (1841-1928), professeur aux lycées de Novi Sad et de Sremski Karlovci ;
4. famille Hariš ;
5. famille Kaunic-Ritberg ;
6. Milan Šević (1856-1937), pédagogue et auteur ;
7. Lazar Marković (1876-1935), médecin et dramaturge ;
8. Voja Trifunović (1888-1935), peintre ;
9. Ilija Vučetić (1844-1904), homme politique et journaliste ;
10. famille Stanojlović ;
11. Arkadije Vraćanin (1844-1922), pédagogue ;
12. Aleksandar Sandić (1836-1908), professeur ;
13. Đorđe Dera (1844-1917), philologue et professeur ;
14. Ljubomir Lotić (1865-1946), journaliste.

## Cimetière de la Dormition à Novi Sad
Le cimetière de la Dormition, à Novi Sad, abrite 19 tombes faisant partie de l'ensemble culturel.
1. Blagoje Brančić (1860-1915), professeur et traducteur ;
2. Filip Oberknežević (1839-1911), professeur et traducteur ;
3. Vasa Eškićević (1867-1933), peintre ;
4. Nanka Dobrić (1829-1912), acteur dilettante ;
5. Combattants russes de la Première Guerre mondiale ;
6. Pavle Mačvanski (1822-1914), juriste et maire de Novi Sad ;
7. Jovan Marković (1811-1879), archiprêtre ;
8. famille Batut ;
9. Đorđe Kondoroši (1821-1891), avocat, député et professeur ;
10. Radivoj Stratimirović (1816-1860), juriste et agent littéraire ;
11. Luka Milanović (1801-1857), juriste, philanthrope
12. Andrija Matić (1851-1926), professeur au lycée de Novi Sad ;
13. Veljko Mirosavljević (1836-1928), architrêtre de l'église de la Dormition-de-la-Mère-de-Dieu de Novi Sad ;
14. Emil Čakra (1837-1884), journaliste ;
15. Đura Vukičević (1838-1910), homme politique, journaliste et auteur ;
16. Aleksandar Vulko (1859-1921), architecte, et sa femme Vida, musicienne ;
17. Jovan Živojinović (1870-1926), professeur ;
18. Živorad Petrović (?-1927), aviateur ;
19. famille Popović-Peci, où sont enterrés Stevan (1845-1909), juriste et maire de Novi Sad, et Emil (1882-1951), agronome et auteur.

## Cimetière juif de Novi Sad
Deux personnalités sont enterrées dans le cimetière juif de Novi Sad : Šandor Nemeš (1858-1905), mécène, avocat et défenseur de la cause hongroise, et Joška Majer (1844-1935), juriste, défenseur de la cause hongroise.

## Cimetière catholique de Novi Sad
Dans le cimetière catholique de Novi Sad, situé dans la rue Futoška (la « rue de Futog »), 4 tombes sont spécialement désignées,.
1. Vilmoš Vilt (1875-1939), médecin qui a organisé l'ensemble hospitalier de Jodna banja à Novi Sad ;
2. Feliks Parčetić (1839-1889), grand župan et noble hongrois ;
3. Mikloš Estergomi (1846-1934), officier hongrois ;
4. Ivica Čanjevac (1904-1937), officier de l'aviation.

## Cimetière des aviateurs de Novi Sad
Le Cimetière des aviateurs (Avijatičarsko groblje), également connu sous le nom de « Cimetière militaire de Novi Sad » (Vojno groblje), créé par la société de construction aéronautique Ikarus en 1923, s'étend sur 0,9 hectare. Six tombes de ce cimetière sont classées.
1. Srećko Šetnik (1898-1921), pilote ;
2. Vjekoslav Nikoljačić (1908-1934), pilote ;
3. Jeronim Novak (1898-1933), pilote ;
4. Ludvig Demarš (1905-1929), pilote ;
5. Ernest Švagelj (1906-1934), pilote ;
6. Ive (1902-1932), pilote.

## Cimetière évangélique de Novi Sad
Le cimetière évangélique de Novi Sad (Evangelističko groblje) est situé rue Branka Bajića. Il abrite 3 tombes classées, celles de Miloš Krno (1869-1917), juriste et homme politique défenseur des Slovaques, Janoš Nemešalji (1832-1899), éducateur, enseignant, noble hongrois et Friđeš Šnajder (1853-1922), colonel issu de l'une des plus anciennes familles allemandes de Novi Sad.

## Cimetière militaire de Petrovaradin
Le cimetière militaire de Petrovaradin (Vojno groblje) est situé dans la rue Dunavske divizije (rue de la « Division du Danube ») ; il remonte à la première moitié du XVIIIe siècle. Deux tombes de ce cimetière sont classées, celle de Martin Dedović (1756-1822), vice-maréchal autrichien et commandant de la forteresse de Petrovaradin, et celle des soldats autrichiens morts au cours de la révolution de 1848-1849 à Novi Sad.

## Cimetière orthodoxe de Sremska Kamenica
Une seule tombe du cimetière orthodoxe de Sremska Kamenica, situé rue Ive Lole Ribara, est classée parmi les monuments culturels, celle de dix soldats inconnus exécutés à la prison de Rumenka.